# ファール・アミナタ
ファール・アミナタ（英語: Faal Aminata, 2004年1月11日 - ）は、ガンビアの女子バスケットボール選手である。ポジションはセンター。Wリーグの日立ハイテク クーガーズ所属。

## 来歴
東海大福岡高校に留学しインターハイとウインターカップともに3位。
日本経済大学に進み、インカレベスト4に入る。
2024年11月、日立ハイテク クーガーズにアーリーエントリー登録される。
日本代表入りを希望している。